# Шпет Георгій Йосипович
Георгій Йосипович Шпет (1905—1978) — український зоолог, професор (1964), доктор біологічних наук (1958).

## Життєпис
У 1925 році закінчив Київський університет (тоді «Інститут народної освіти») за фахом біолога. Викладав у різних закладах. У 1926—1930 роках навчався в аспірантурі на кафедрі зоології безхребетних Київського університету. У 1926—1940 роках викладав в Київському педагогічному інституті, був завідувачем кафедри зоології цього закладу, водночас працював доцентом кафедри зоології безхребетних Київського університету, в інших закладах освіти. Також з перервами працював у Інституті зоології АН УРСР. У 1935 році отримав звання доцента, в 1936 році — ступінь кандидата біологічних наук. У 1945—1977 роках основним місцем роботи був Український науково-дослідний інститут рибного господарства (зараз Інститут рибного господарства НААН України). У 1958 році захистив докторську дисертацію на тему «Про зв'язки між онтогенезом і філогенезом у членистоногих». 1964 року отримав звання професора за спеціальністю «зоологія». В Інституті рибного господарства завідував відділом ставового рибництва. Був членом вченої ради Інституту зоології АН УРСР з присудження наукових ступенів.
Під керівництвом Георгія Шпета було захищено 19 кандидатських дисертацій.
Опублікував близько 200 наукових праць, зокрема кілька монографій.
Протягом кар'єри брав участь у багатьох наукових експедиціях, на Байкал, Алтай, Урал, Тянь-Шань тощо.

## Деякі праці
- Шпет Г. И. 1935. Определение числа личиночных возрастов у насекомых вариационно-статистическим методом. Защита растений. 1: 97-102.
- Назаренко И. И., Шпет Г. И. 1935. Генотипические основы роста животных. Рост животных. 164—208.
- Шпет Г. И. 1949. Указания по разведению живого корма в рыбных хозяйствах (для рыбоводов). Киев. 23 с.
- Шпет Г. И. 1949. Ископаемые остатки рыб Среднего Днепра. Труды НИИ прудового и озерно-речного рыбного хозяйства. 6: 43–57.
- Шпет Г. И. 1950. Разведение дафний как живого корма в рыбоводстве. Труды НИИ прудового и озерно-речного рыбного хозяйства. № 7: 64-67.
- Шпет Г. И. 1952. О влиянии условий среды на питание карпа. Труды НИИ прудового и озерно-речного рыбного хозяйства. 8: 66-107.
- Шпет Г. И. 1957. О связи между онтогенезом и филогенезом у членистоногих. Зоологический журнал. 36 (1).
- Шпет Г. И. 1961. О поедании моллюсков карпами. Зоологический журнал. 40 (6): 939—941.
- Шпет Г. И., Харитонова Н. Н., Бакуненко, Л. А. 1961. К сравнительной морфологии жаберного аппарата карася и карпа в связи с различиями в их питании. Зоологический журнал. 40 (11).
- Шпет Г. И. 1962. О зависимости между размерами, занимаемым пространством и биопродуктивностью некоторых водных организмов. Журнал общей биологии. 23 (4): 283—288.
- Шпет Г. И. 1965. К сравнительной продуктивности водных (и других) животных. Журнал общей биологии. 26 (2): 201—211.
- Шпет Г. И., Бродский С. Я. 1965. Речные раки и их продуктивность. Гидробиологический журнал. 3 (1): 73-76.
- Шпет Г. И., Пидгайко М. Л. 1967. К сравнительной продуктивности водных беспозвоночных. Гидробиологический журнал. 6: 37-47.
- Шпет Г. И. 1967. Соответствует ли потенциальная способность животных к размножению геометрической прогрессии?. Вестник зоологии. 5: 44-48.
- Шпет Г. И. 1968. К анализу понятия биологической продуктивности животных. Вестник зоологии. 4: 3-8.
- Шпет Г. И. 1968. Биологическая продуктивность рыб и других животных. Киев: Урожай. 92 с.
- Шпет Г. И. 1971. Увеличение темпа роста и продуктивности в эволюции животных. Киев: Урожай. 112 с.
- Шпет Г. И. 1972. Остатки сазана (карпа) в поселениях древнего человека на Украине. Вестник зоологии. 5: 84–85.
- Шпет Г. И. 1977. Темп роста в онтогенезе представителей древних групп животных. В кн.: Эволюция темпов индивидуального развития животных. Москва: Наука. 299—312.